# アルミラージ

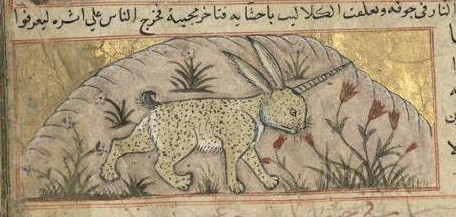
"一本の黒い角をもつ兎のような黄色い獣"— カズヴィーニー著の宇宙誌。ボルドー市立図書館蔵本。1565年作の写本。

アルミラージまたはアル＝ミラージ、アル＝ミラージュ（アラビア語: المعراج, al-Miʿrāj）は、角の生えた兎（ノウサギ）に似た伝説上の動物。インド洋に浮かぶとされる「竜の島」（جزيرة التنين, Jazīrat al-Tinnīn, ジャズィーラト・アッ＝ティンニーン）に棲息すると言われる。
イスカンダルことアレクサンドロス大王がこの島で竜の被害を聞き、生贄用の牡牛を硫黄や鉄鉤を詰め込んだ牛皮のダミーにすり替え、竜退治に成功、報酬のひとつとしてこの兎を受け取った。また、この兎を目にすると、あらゆる野獣は逃げ出すと伝わる。
よく知られる原典はカズヴィーニーの宇宙誌（13世紀）であるが、中世の写本には特にこの角兎の名称は記述されないとされる。

## カズウィーニーの記述

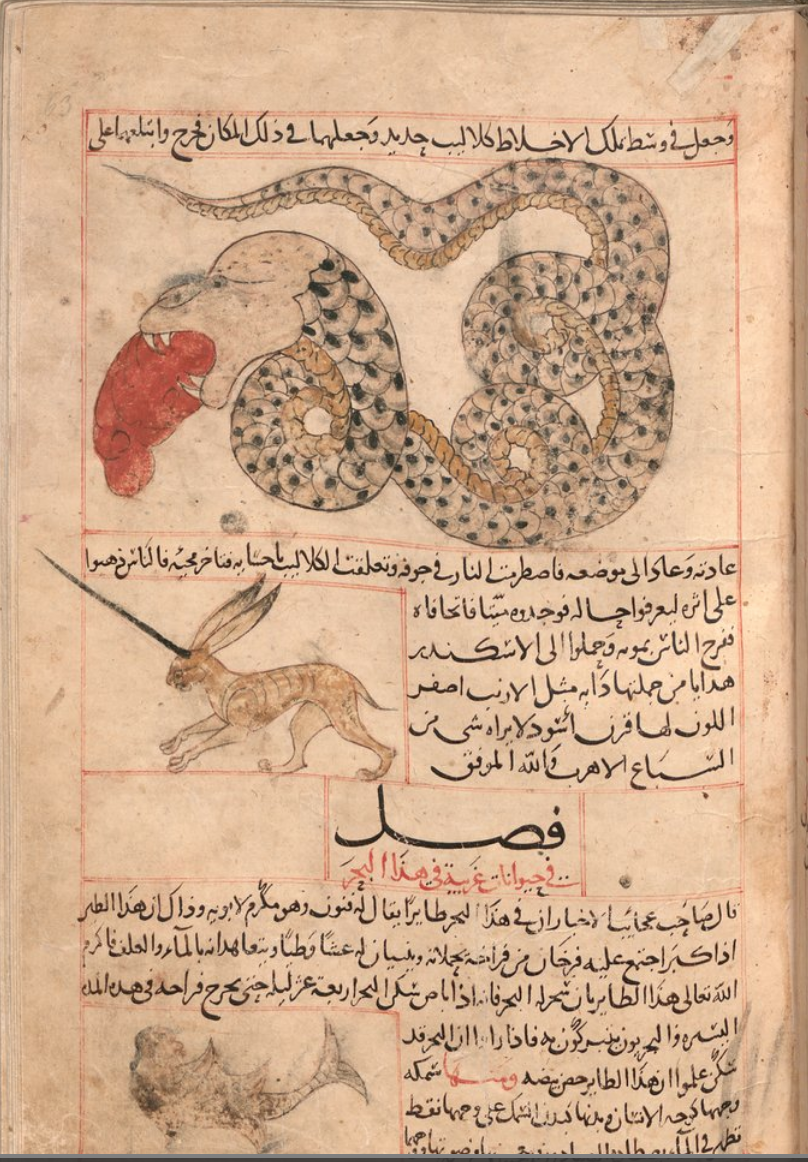
竜（上）が食らっている肉塊は硫黄詰めの牛。
有角のノウサギ （中央）— カズヴィーニー宇宙誌の最古本。バイエルン州立図書館所蔵本。arab. 464写本、第63葉。1280年頃。

13世紀のアラブ、ペルシア世界の学者、ザカリーヤー・イブン・ムハンマド・アル＝カズヴィーニー（1203–1283）の記した宇宙誌『被造物の驚異』にて、イスカンダル（アレクサンドロス大王）が、インド洋上の「竜の島」（جزيرة التنين, Jazīrat al-Tinnīn, ジャズィーラト・アッ＝ティンニーン）に来訪したくだりで、角兎のことが（写本では絵入りで）紹介されている。
（要約）島にはかつて恐ろしい竜が住み着いており、[放っておくと]島民たちの家屋や財産を破壊するため、そうならないよう餌として毎日2頭の牡牛を供物にささげていた。イスカンダルは島に到着するや島民の訴えを聞き、ある奸計によって竜退治の助力にくわわった。すなわち牡牛を2頭用意させ、その牛の毛皮をはいで硫黄と鉄鉤を詰め込ませた。竜がいざ牡牛を飲み込もうとすると発火し、鉤が体に突きささった。死んだ竜を島民たちは発見し、感謝の印としてイスカンダルに贈り物をした。それが[一本の]黒い角をもった黄色いノウサギであった。
上述した要約の底本や、他のカズヴィーニー宇宙誌の写本でも角兎について特定の獣名はみえず、アル＝ミラージ[ユ]等の名称は後世の書写士によって書き加えられたのではないか、との意見もあるのだが、アル＝ミラージ（アラビア語: المعراج, al-Miʿrāj）の名称は、19世紀の版本や訳書では確かに確認できる。
イスカンダルが牛皮に詰めさせたのが"硫黄と鉄鉤"のみという部分は、異本ではより雑多な材料の配合となっており、ロジン（植物樹脂）かピッチ、硫黄、石灰、ヒ素らの混合物に鉤を加えたものであった、と記述されている。
また、あらゆる動物達はアル＝ミラージを恐れ、一目見ると逃げだすと記述される。この特徴は、アラブ文献に登場する別の一角獣カルカダンと共通している点だと指摘される。

### 異本
『被造物の驚異』は当時人気を博し、数多くの写本が作られたためにアルミラージの描写、イラストともに様々なバリエーションが存在する。例えばザーレ家旧蔵本（現・フリーア美術館蔵本）の絵は文章に忠実な角兎に描かれているが、ベルリン本の絵は雑で"どちらかというと獰猛な犬に似た合成獣"に描かれているとされる。最古写本では竜は肉塊のようなものを食らっている描写である。

## イドリースィーの記述
角兎についてはイドリースィーの地理書『世界横断を望む者の慰みの書』（1154年頃）の稿本に記載されているが、その名称についてはغراج、عراج、فراجなど揺れがあり定かではない。なお竜が住む島は「アル＝ムスタシュキーン島」（جزيرة المستشكين, Jazīrat al-Mustashkīn, ジャズィーラト・アル＝ムスタシュキーン）といい、西アフリカに在することになっている。この稿本によればイスカンダルこと「2つの角を持つ者（ズー・アル＝カルナイン、ズルカルナイン）」は、同様の作戦（"油、硫黄、石灰、ヒ素"の混合物を皮に詰め、鉄鉤をつけさせた囮の牛）で竜を攻略、そして劇物は"はらわた（消化器官）の中で発火し、[怪物]は死に果てた"。
近年の編訳本では、バクラージ[ュ] （アラビア語: بقراج, baqrāj)という名称が記される。やはり黄金のような山吹色の毛並みをした、一角兎のような獣であることに変わりはなく、現れるとあらゆる動物を退散させると伝えている。しかし、イスカンダルがこれを入手した事情が異なる。王はラーカー（Lāqā）という島を訪れ、そこで沈香を採取したが、はじめ香りを放たなかった。しかし島を離れるやその積荷は馥郁たる黒い香木となり、そのなかの厳選品で交易をして得た品々のなかにこの角兎があった。

## その他
また アル＝ミフラージ[ュ]（アラビア語: اَلْمِهْرَاجُ, al-Mihrāj）という名で、イブン・アル＝ワルディーの『驚異の真珠』に転載されている。

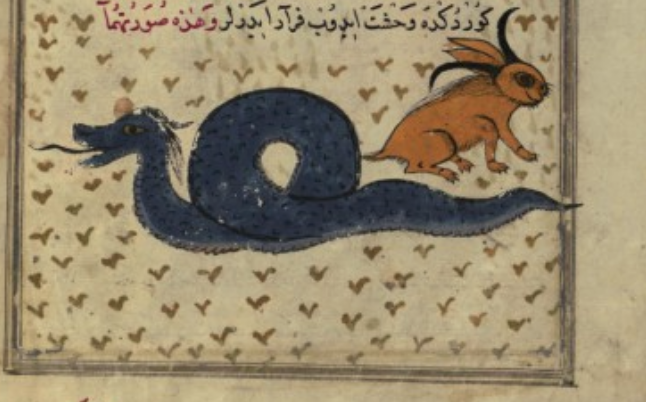
タニン島の竜と角兎
— 『被造物の驚異の[トルコ語]訳本』。米メリーランド州ボルチモア市ウォルターズ美術館蔵 W.659写本、第155葉裏。1717年作。

カズヴィーニーの宇宙誌のトルコ語訳の写本もあり（18世紀、ウォルターズ美術館蔵本）、竜の島と角兎のエピソードも挿絵入りで掲載される（上図）。また、オスマン帝国時代の歴史家イブン・ズンブル著『世界の法則』（Qanun al-Dunya）にも記載があり、イスタンブール本（トプカプ宮殿博物館附属図書館蔵 R 1638写本）の 第15葉裏にその挿絵がみられる。

## イスカンダルの竜退治
イスカンダルが、硫黄などの危険物を詰めた牛を囮にして竜退治を行ったという事績は、カズウィーニ宇宙誌などのいわば自然科学の文献以外にも、叙事詩・中世ロマンスのたぐいの文学に記述されている。

### ペルシア叙事詩
竜の島で竜退治を行ったとカズウィーニに記されるイスカンダルは、フェルドウスィーの叙事詩『シャー・ナーメ（王書）』に列記されるペルシアの王のひとりとされていることが某論文に指摘される。『シャー・ナーメ』では、イスカンダル（シカンダル）王が、5頭の牡牛の中に毒と油（から蒸留したナフサ）を詰め込んで膨らませ、山上から投げつけて竜に喰わせた。

### 古典シリア語版
イスラム教圏でこのイスカンダル竜退治伝説が知られるようになった源流は、7世紀にシリア語に起こされた『アレクサンドロス・ロマンス』（偽カリステネス）だとされる。同作においては、アレクサンドロスが、小ぶりの牛を生贄にさせるなど数日間のじらしをかけて竜を攻略し、ついに腹をすかせた竜のために大き目の牡牛を用意させ、身をそぎ、石膏、ピッチ（瀝青）、鉛、硫黄を詰めさせ、それを食らわせた。すると竜は頭をどっと地につけて、口をあんぐりと開けたので、その中に熱した真鍮の玉を放り込ませると、竜は息絶えた。

### トルコ語の叙事詩
後の時代に、オスマン帝国の詩人アフメディー （1413年没）が『イスケンデルナーメ』を作詩した。これは『シャー・ナーメ』や、ニザーミーの『イスカンダル・ナーメ』らペルシア文学を素材としたとされる。このアフメディーの詩においては、イスケンデル（İskender）が竜退治の際に鉤を武器とするが、状況は多少異なる。すなわち、千本の毒塗り鉤を牛牽き戦車にとりつけ、解毒剤を服用したのち竜に突進した。竜は頭部や口の周りに致命傷を受けた。同様な戦略は、『シャー・ナーメ』のイスファンディヤール王子が使うと指摘されるが、王子は多数の剣を突き立てた馬牽き馬車を使って竜に立ち向かう。

## ヨーロッパへの伝播
角兎については古典ギリシア・ローマには言及が乏しく、中世ではカズヴィーニーのようなアラブの著作にしか記述がないので、角兎の伝承はイスラム圏からヨーロッパに伝わったのではないかというのがひとつの仮説である。
だが、近世の16世紀頃になってようやくヨーロッパでは角兎について文献で触れられるようになり、その嚆矢はフランスの作家ラブレーの"角あるノウサギたち（フランス語: lièvres cornus）"の記述だという。一方、米国の野生の角兎は実在し、ショープ乳頭腫ウイルスに感染した個体として獣医学的説明ができる（ジャッカロープを参照）。よって米国産のウイルスがなんらかのルートで16世紀のヨーロッパに移入され、角兎を発症させたと考えることは可能である。ただ、ショープ乳頭腫の症例だと確立したのは20世紀であり、16世紀にこのウイルスがどのような分布・症状だったかは不詳である。だが病原体の特定までは困難だとしても、16-18世紀のヨーロッパの自然学界では変種として扱われていたレプス・コルヌトゥス（"ツノノウサギ"）の正体は、何らかの病状を発症した個体である可能性が高い。